# ジム・ラマーシュ
ジム・ラマーシュ (Jim Lamarche､生年不明) とは、アメリカ合衆国の絵本作家である。
代表作は『The Raft』（『いかだ』）。

## 概要
アメリカで生まれた。彼の絵本『The Raft』は教科書に掲載されたこともある。